# 都督乡
都督乡是中国重庆市丰都县下辖的一个乡。

## 行政区划
都督乡辖5个行政村。
- 村：沙坪村、塔水村、后溪村、都督村、梁桥村